# Popilnia (huyện)
Huyện Popilnia (tiếng Ukraina: Попільнянський район, chuyển tự: Popilnias’kyi raion) là một huyện của tỉnh Zhytomyr thuộc Ukraina. Huyện Popilnia có diện tích 1037 km², dân số theo điều tra dân số ngày 5 tháng 12 năm 2001 là 36968 người với mật độ 36 người/km2. Trung tâm huyện nằm ở Popilnia.